# Peter Bold
Peter Bold (* 8. Juni 1978 in Heidelberg; eigentlich: Peter Kühn) ist ein deutscher Zauberkünstler und Bariton. Im Jahr 2002 gewann er den 1. Platz bei den 47. Österreichischen Meisterschaften der Zauberkunst in der Sparte Comedy.

## Biographie
Peter Bold beschäftigt sich seit seiner frühen Jugend mit Zauberkunst und gab im Alter von 15 Jahren unter dem Titel Scheunenzauber seine erste öffentliche, abendfüllende Zaubershow. Frühe Einflüsse erhielt er von dem amerikanischen Illusionisten David Copperfield, dem englischen Mentalisten David Berglas und dem deutschen Kinderzauberer Boretti.
Bold schloss seine Studien am Englischen Institut in Heidelberg als staatlich anerkannter Übersetzer der spanischen Sprache ab, hat aber diesen Beruf noch nie ausgeübt.
Seit 2001 kombiniert Bold Zauberkunst mit klassischem Gesang, den er durch eine Ausbildung bei der Sopranistin Iris Holzer erlernte. Im Jahr 2002 gründete er zusammen mit dem Betreiber einer Zauberschule ein Internetmagazin zum Thema Zauberei und war als Lehrkraft für die Zauberschule Sandhausen tätig.

## Auszeichnungen
- 2001 Silberne Magica in der Sparte Comedy
- 2002 1. Platz bei den 47. Österreichischen Meisterschaften der Zauberkunst in der Sparte Comedy
- 2004 Bronzene Magica in den Sparten Kartenkunst und Mikromagie
- 2010 Bronzene Magica in der Sparte Kartenkunst

## Veröffentlichungen
- Bold live! Jedinat, 2005, ISBN 3-9809988-0-0. (DVD)
- Bag Penetration. (Broschüre zur Vorstellung eines Zaubertricks)
- Deines, Deines, Meines. (Broschüre zur Vorstellung eines Zaubertricks)
- Sieben Sünden. 2013, ISBN 978-1-4841-1111-6. (Broschüre zur Vorstellung eines Zaubertricks)
- Spider Coin. (Broschüre zur Vorstellung eines Zaubertricks)
- Sieben - Mentalmagie am Tisch. (Zauberbuch)
- Stage of Mind. 2013, ISBN 978-1-4826-4840-9. (Zauberbuch)